# Becken (Musikinstrument)

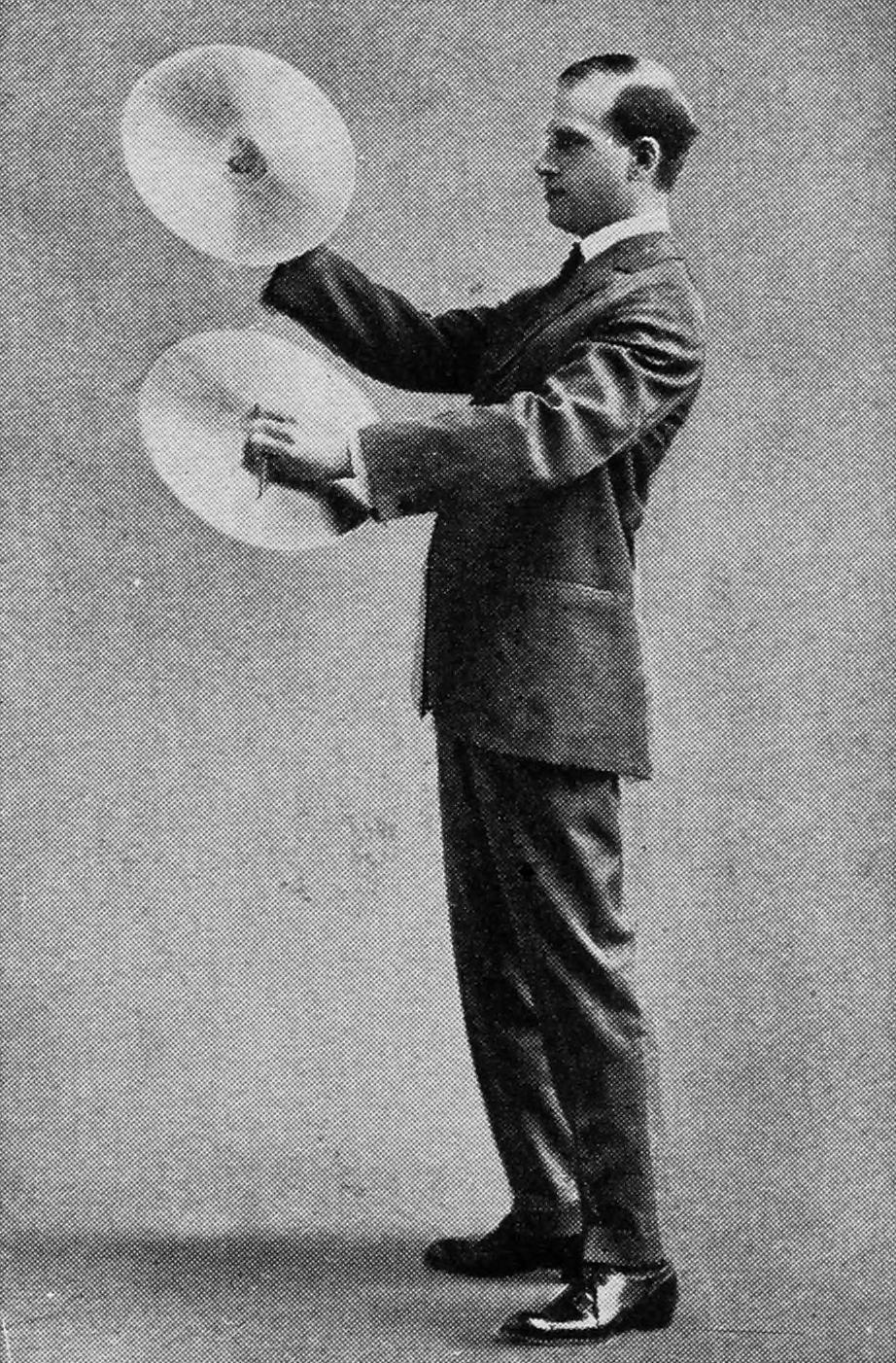
Schlagzeuger der Metropolitan Opera mit einem Paar Becken (1917)

Das Becken (englisch cymbal, italienisch cinello oder piatto, französisch cymbale) ist eine leicht aufgebogene, meist aus einer Bronzelegierung bestehende tellerförmige Metallscheibe unterschiedlicher Legierung, Form und Abmessung, die entweder paarweise verwendet und zur Tonerzeugung manuell oder maschinell gegeneinander geschlagen (als Paarbecken oder Tschinellen) oder, auf einem Ständer montiert, mit Holz- oder Garnschlägeln angeschlagen wird. Instrumentenkundlich gehören die erstgenannten Becken zu den Gegenschlagidiophonen, die letztgenannten zu den Aufschlagidiophonen. Beim modernen Schlagzeug sind die Becken auf Ständern befestigt und werden mit Stöcken angeschlagen.
Becken erzeugen einen zischenden obertonreichen Klang mit langem Sustain (Ausklang), jedoch ohne bestimmte Tonhöhe. Der Durchmesser von Orchesterbecken, oft Paarbecken, schwankt – je nach gefordertem Klangvolumen – zwischen 40 und 60 cm.
Je nach Verwendung und Spielweise teilt man sie in verschiedene Typen ein. So lässt sich in taktangebende und akzentuierende Becken unterscheiden, wobei die Abgrenzung nicht eindeutig ist. Ein kleines Paarbecken wird Zimbel (veraltete Bezeichnungen sind Cymbel und Cymbal) genannt.

## Geschichte und Verwendung
Becken sind seit uralten Zeiten bekannt, ihr Ursprung liegt wahrscheinlich in Asien. Für die modernen Schlagzeugbecken haben das Kaiserreich China und die Türkei den größten Einfluss auf die Entwicklung ausgeübt. Mit der Janitscharenmusik gelangten die Becken im Laufe des 17. Jahrhunderts nach Mitteleuropa, wo sie Eingang in die Militärorchester und später auch in die Sinfonieorchester fanden. In der Militärmusik spielen sie eine wichtige Rolle und markieren gemeinsam mit der Großen Trommel die Grundschläge.

## Herstellung
Die Herstellung eines Beckens ist ein kompliziertes Verfahren und umfasst mehrere Arbeitsschritte. Insbesondere die Metall-Legierung, aber auch die Bearbeitungsvorgänge Hämmern und Drehen – die bei hochwertigen Modellen nach wie vor von Hand durchgeführt werden – beeinflussen maßgeblich den Klang des späteren Beckens.
Bei den hauptsächlichen Herstellermarken Paiste, Zildjian, Sabian, Meinl, Soultone, UFIP, Istanbul, Anatolian und anderen sind zwei Legierungen üblich: Die häufiger verwendete sogenannte B20-Legierung (rund 20 % Zinn, 80 % Kupfer) und B8 (mit entsprechend geringerem Zinngehalt und rötlicher Farbgebung). Qualitativ minderwertige und günstigere Becken bestehen meist aus Messing oder Neusilber.
Übliches Herstellungsverfahren ist das Schmieden: Rohlinge, gegossene Scheiben oder Metallklumpen werden in Handarbeit durch Hämmern mit kleinen Schmiedehämmern in Form gebracht und danach ganz, teilweise oder auch nicht abgedreht. Das ergibt einen ursprünglichen und charakteristischen Klang. Becken: Der Prozess beginnt in der Gießerei, die Kupfer-Zinn-Mischung wird bei 1150 Grad Celsius geschmolzen. Diese Temperatur wird durch einen thermischen Induktionsprozess erzeugt. Sobald die Metallgussteile wieder abgehärtet sind, werden sie in den Ofenraum gebracht, wo sie nach Gewicht sortiert werden. Das gewährleistet, dass pro Rohling nur minimaler Abfall entsteht. Sorgfältig wird jegliche Verunreinigung aus den Gussformen entfernt. Um die schweren Gussteile für die Beckenherstellung vorzuformen, werden sie erhitzt und sechs- bis zwölfmal gewalzt. Mit jedem Durchlauf wird der Abstand zwischen den Rollen verringert, um das Becken auf den Bruchteil eines Millimeters genau auf die spezifizierte Stärke des Beckens zusammenzupressen. Bei jedem Durchlauf werden die Rohlinge gedreht. Danach werden die großen geschwärzten Rohlinge abgelegt, um abzukühlen und auszuhärten. Zu diesem Zeitpunkt ist das Metall extrem steif und spröde. Nach dem Abkühlen werden die Rohlinge erneut erhitzt und somit weich gemacht, um sie mittig mit einer Glocke oder einer Schale in Form zu bringen. Dann werden sie nochmals erhitzt, bevor sie in kaltes Wasser getaucht werden. Nun wird mittig ein Loch gebohrt und der Rohling auf den ungefähren Enddurchmesser gebracht.
In der gehobenen Preisklasse werden viele Beckenserien vollständig in Handarbeit vollendet. Jeder Hammerschlag verändert dabei die Form und den Klang eines Beckens; so wird jedes Becken einzigartig. Mit jedem Hammerschlag wird die Bronze verdichtet. Hierbei entstehen Grübchen, welche die klangliche Komplexität des Beckens ausmachen. Platzierung, Frequenz und Intensität der Hammerschläge beeinflussen maßgeblich den Klang der Becken. Billigere Produkte werden mit bis zu 20 Tonnen schweren Pressen gepresst. Die anspruchsvolle Formung des Beckens hebt die Tonhöhe und sorgt für einen helleren Klang. Anschließend wird das Becken abgedreht und somit auf die gewünschte Stärke gebracht. Es ist sehr wichtig, bei diesem Vorgang die richtige Form und den richtigen Ton zu erhalten. Anschließend werden Rillen hineingeschnitten, die ein besseres Vibrieren des Beckens ermöglichen, um dessen vollen Klang zu entfalten. Im nächsten Arbeitsgang reduziert der Trimmer das Becken auf die exakte Größe und glättet gleichzeitig die Beckenkanten. Anschließend werden die Becken in Regalen gelagert, wo sie sich vom ständigen Erhitzen erholen und reifen können.

## Taktangebende Becken

### Ride-Becken

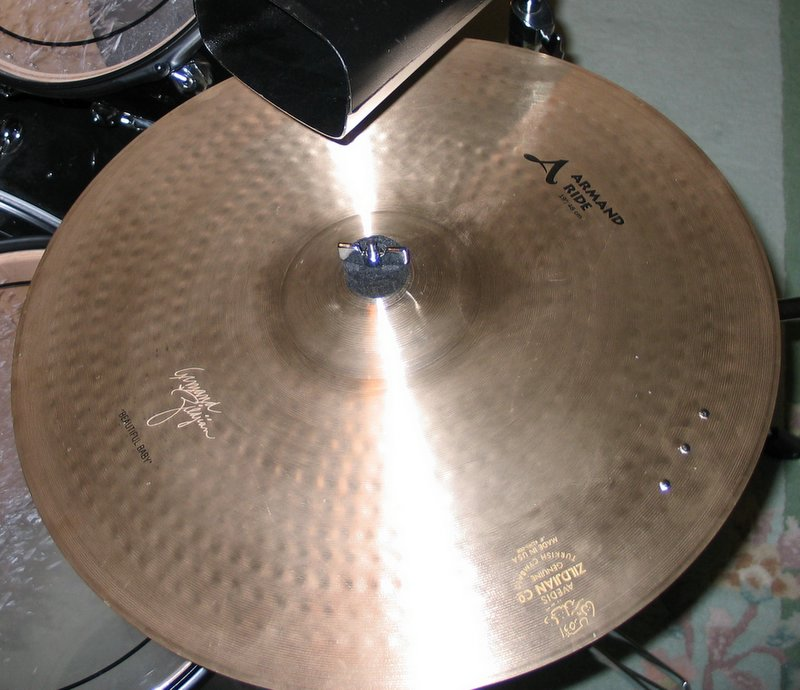
19″-Ride-Becken (ca. 48 cm) der Marke Zildjian

Ride-Becken (ride cymbal) haben meist einen Durchmesser von 18 bis 24 Zoll (ca. 45 bis 60 cm) und können sehr unterschiedliche Materialstärken aufweisen. Je nach Bearbeitung verfügen sie über einen relativ definierten Anschlag („Ping“), der von einem Grundrauschen („Wash“) unterlegt ist. Einige Becken klingen relativ trocken, andere dünnere erzeugen mehr „weißes Rauschen“ und dadurch einen eher undefinierten Klangteppich. Spielt man die Kuppe („Glocke“) an, so ertönt ein heller und klarer glockenartiger Ton. Spielt man dagegen den Rand an, wird der Obertonanteil entsprechend größer, und das Becken kann sich aufschaukeln. Entsprechend ihrer Anwendungen gibt es einige Sonderformen, so zum Beispiel Sizzle-Rides, die symmetrisch angeordnete Bohrungen mit lockeren kleinen Hohlnieten aufweisen, um ein fließendes, ausgeprägtes Grundrauschen zu erzeugen, oder das Flat-Ride, das über keine Kuppe verfügt und somit weniger Obertöne hat.
Auf dem Ride-Becken werden meist ein durchgehender Puls oder feste rhythmische Figuren („patterns“) gespielt.

### Hi-Hat
Die Hi-Hat (auch High Hat und Charlestonmaschine) ermöglicht die maschinelle Tonerzeugung mit Becken und ist ein Teil eines Schlagzeugs. Sie besteht aus einem Becken-Paar, dem oberen Top-Becken und dem unteren Bottom-Becken. Diese sind horizontal auf einem Ständer mit einem Pedal montiert. Dieses ermöglicht mittels eines Federzugs ein Öffnen und Schließen der Hi-Hat mit dem linken Fuß im Standard-Set-up. Hi-Hat-Becken haben meistens eine Größe von 13 oder 14 Zoll (ca. 33 bis 36 cm), im Hardrockbereich werden auch 15-Zoll-Hi-Hats (ca. 38 cm) eingesetzt. Es gibt sehr verschiedene Anfertigungen. So wurden Bottom-Becken mit Löchern angefertigt, um für einen besseren Luftausgleich zu sorgen. Bei einigen Herstellern ist die Außenkante dieses unteren Beckens gewellt, beispielsweise bei den Sound-Edge-Serien von Paiste.

### Crash-Ride-Becken
Das Crash-Ride-Becken ist eine Mixtur aus dem Crash-Becken und dem Ride-Becken. Es ist schwerer als Ersteres, jedoch leichter als Letzteres.

## Akzentuierende Becken

### Crash-Becken

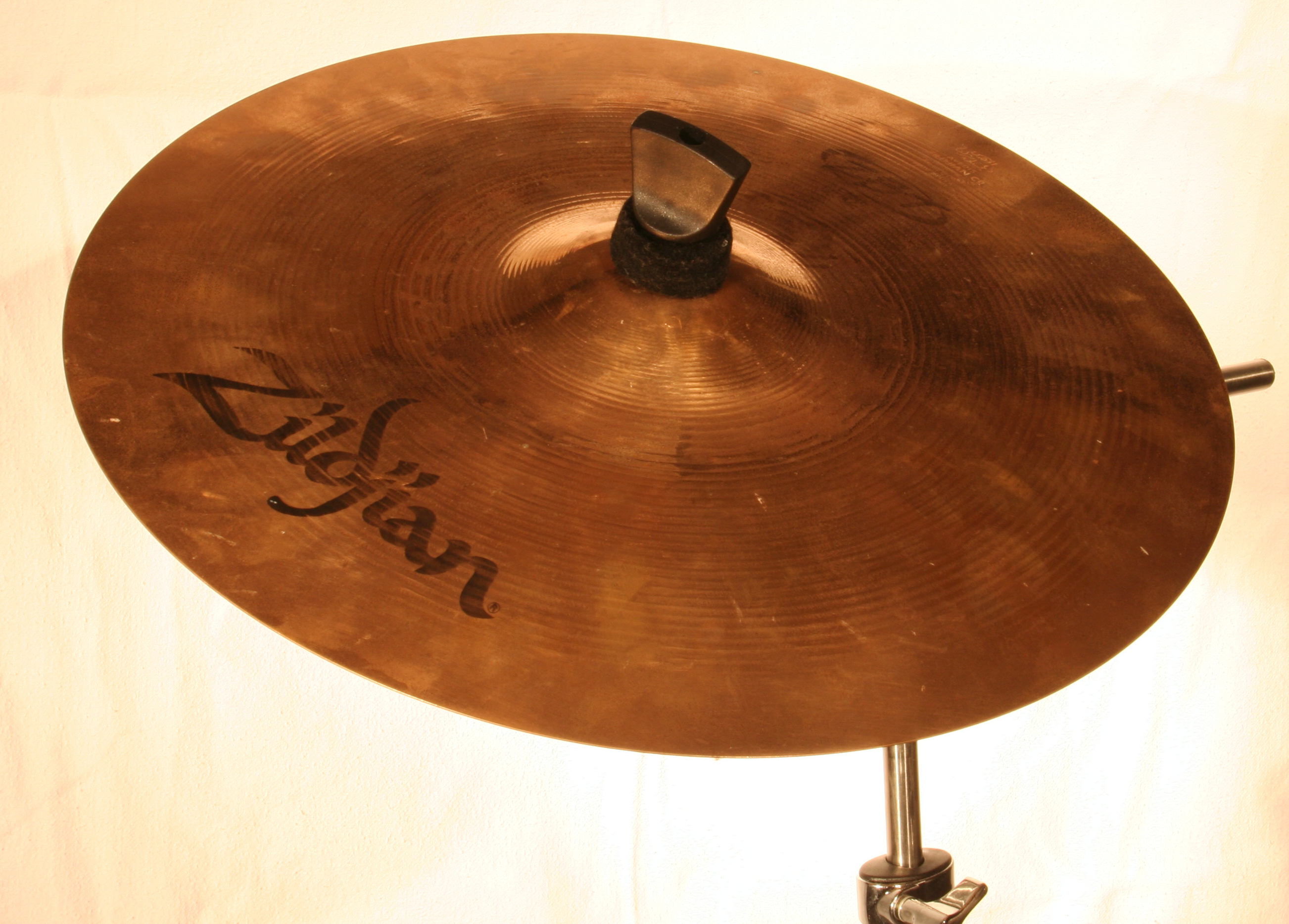
14″-Crash-Becken (ca. 36 cm, Bronze) der Marke Zildjian mit sichtbarer Patina
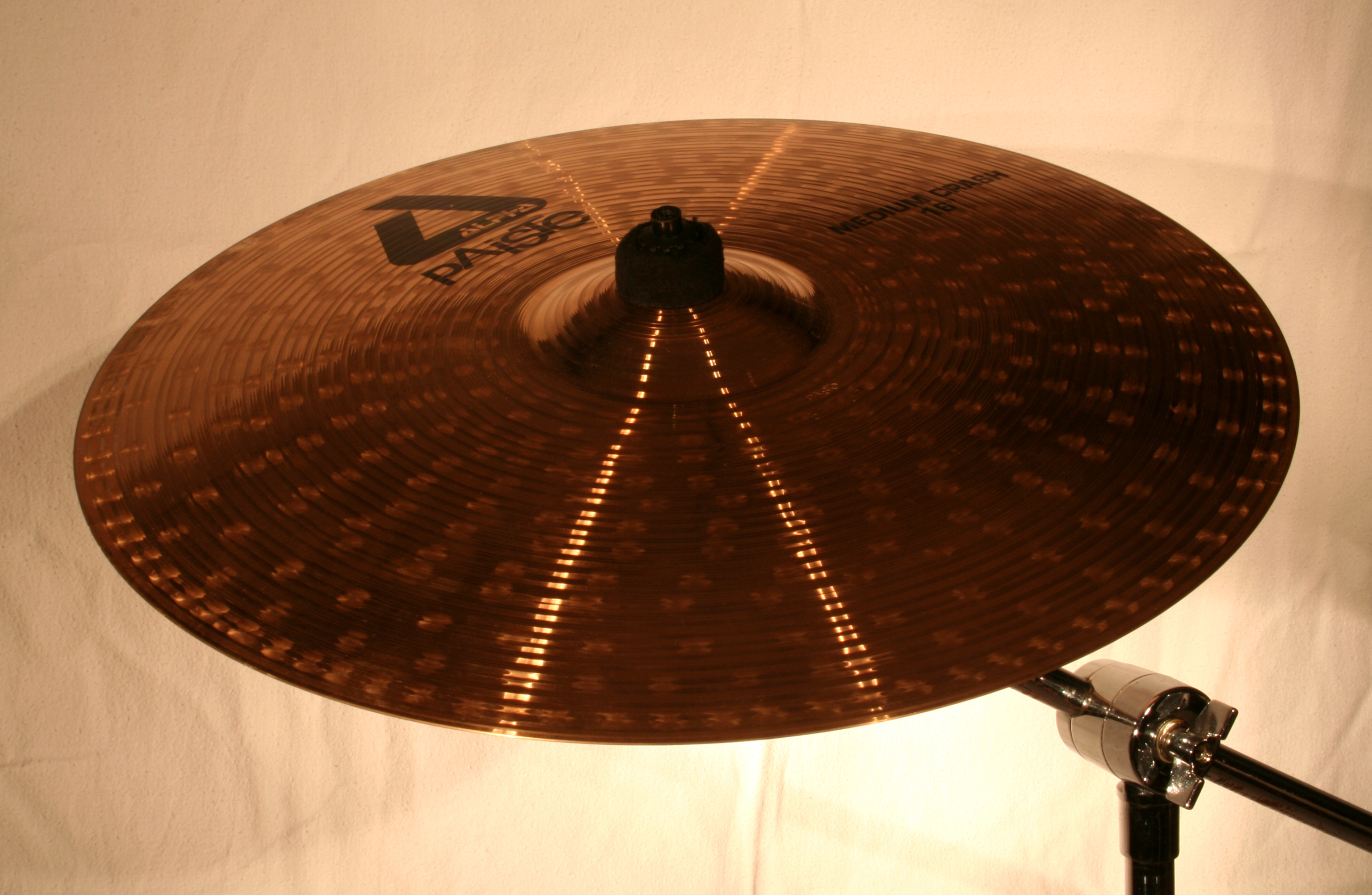
16″-Crash-Becken (ca. 41 cm, Bronze) der Marke Paiste

Das Crash-Becken, auch Abschlag- oder Akzentbecken genannt, wird auf einem Beckenständer montiert. Beim Anschlagen (mit einem Drumstick, Besen oder ähnlichem) erzeugt man einen anfangs explodierenden, dann, je nach Stärke und Größe des Beckens usw., mehr oder weniger lang ausklingenden Ton. Das Material ist hier meistens Bronze; je dicker, desto lauter und heller, je dünner, desto dunkler und feiner, aber auch leiser wird der Klang. Übliche Größen liegen zwischen 12 und 20 Zoll (ca. 30 bis 50 cm).
Crash-Becken können zur Klangveränderung geschliffen, gehämmert oder beides zugleich sein. Sie werden meistens nicht im Groove, sondern zum Setzen von Akzenten gebraucht.

### China-Becken
Das China-Becken (china cymbal, „chinesisches Becken“) stellt insofern eine Ausnahme dar, als es sich – bedingt durch einen anderen kulturellen Hintergrund – in der Formgebung deutlich von den anderen Beckentypen unterscheidet. Es hat ebenfalls eine exponierte Kuppe. Diese ist allerdings im Gegensatz zu den anderen Beckentypen häufig nicht rund, sondern eher zylindrisch. Augenfälligstes Merkmal ist der hochgebogene Rand, der das Becken im Querschnitt wie eine Art lang gezogene Gugelhupfform aussehen lässt. Der Durchmesser liegt meist bei 14 bis 24 Zoll (ca. 35 bis 60 cm). Das Klangbild ist mit dem eines Crash-Beckens vergleichbar, allerdings eher „schmutziger“ oder „roher“ und kürzer. China-Becken werden häufig für kurze, explosive Akzente oder Staccato-Figuren eingesetzt. Größere, oft mit Sizzles versehene Chinas haben auch im Jazz und der Big-Band-Musik Eingang als Ride-Becken gefunden. Um den Rand des Beckens zu schützen, werden diese meist verkehrt herum oder senkrecht aufgehängt, damit man den umgebogenen Rand flächig treffen kann. Dieses Problem hat die Firma Paiste mit dem sogenannten Novo China gelöst, die Kuppel ist hier zur anderen Seite geformt.

### Splash- und Effekt-Becken

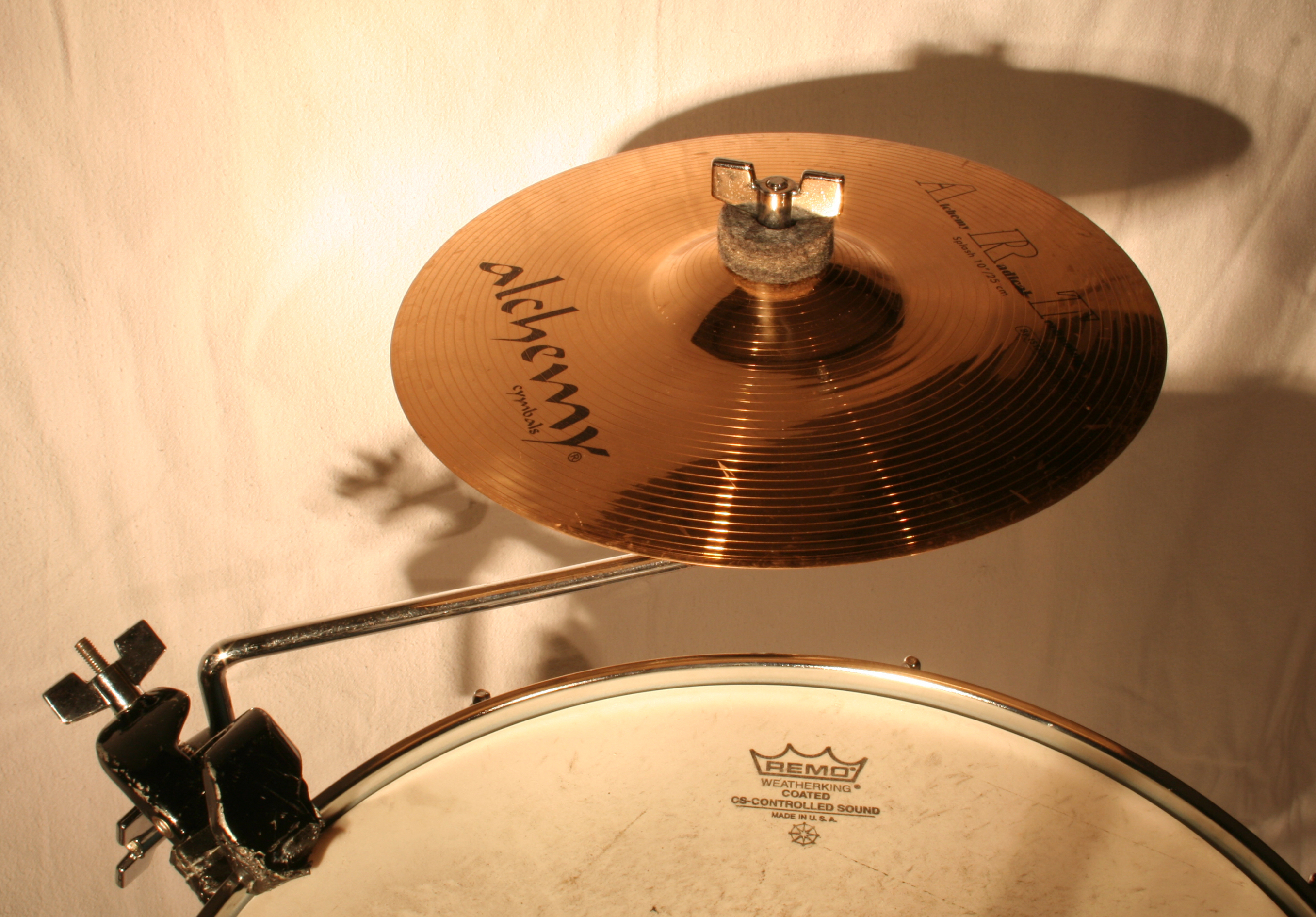
10″-Splash-Becken (ca. 25 cm) mit Tom-Halterung
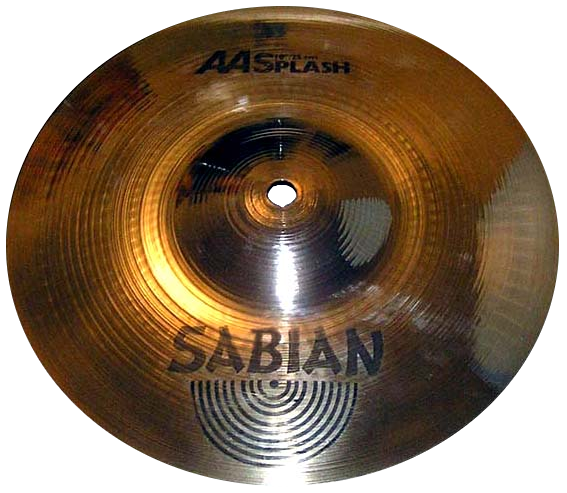
10″-Splash-Becken (ca. 25 cm) aus der AA-Serie (Sabian)

Splash-Becken (splash cymbal) sind in Art und Funktion vergleichbar mit Crash-Becken, allerdings sind sie im Durchmesser deutlich kleiner (etwa 6 bis 12 Zoll, das sind ca. 15 bis 30 cm), weshalb sie auch eine andere Klang-Charakteristik aufweisen: Splash-Becken sprechen rasch an, klingen hell, spritzig und klingen kaum nach. Sie werden für kurze, helle Akzente verwendet. Besonders Stewart Copeland und Manu Katché etablierten den Einsatz von Splash-Becken.
Darüber hinaus gibt es eine ganze Reihe verschiedener Effekt-Becken mit verschiedenen speziellen Features wie Löchern oder Schellen, um das Klangspektrum des Drumsets zu erweitern. Die Kreativität der Beckenhersteller ist schier unerschöpflich, ebenso die Liste an Namen, unter denen diese Becken auf dem Markt sind. Somit wird die Palette an „Cups“, „Bells“, „Stacks“, „Mini-Chinas“, „Jingle-Hats“ oder ähnlichen Instrumenten immer größer, wobei nicht alle von diesen eindeutig einer der oben genannten Gruppen zuzuordnen sind. Cups oder Bells sind Becken, die einen Klang ähnlich der Glocke eines Ride-Becken erzeugen. Stacks sind mehrere Becken, die direkt übereinander gelegt werden. Dabei ist meistens ein Becken deutlich kleiner als das andere oder ein Becken wird in ein China gelegt. Sie erzeugen damit sehr „dreckige“ und kurze Klänge, die vorwiegend im Drum and Bass und vergleichbaren elektronischen Stilrichtungen eingesetzt werden.